# Leucostoma translucens
Leucostoma translucens är en svampart som först beskrevs av De Not., och fick sitt nu gällande namn av Franz Xaver von Höhnel 1928. Leucostoma translucens ingår i släktet Leucostoma och familjen Valsaceae.   Inga underarter finns listade i Catalogue of Life.